# Kościół św. Marcina w Lesicy
Kościół św. Marcina w Lesicy – zabytkowy kościół we wsi Lesica (województwo dolnośląskie).
Kościół filialny parafii Wniebowzięcia Najświętszej Maryi Panny w Różance z XVII-XVIII w.
We wsi:
- kam.-met. figura Pieta, przy drodze do Niemojewa, z pocz. XVIII w., nr rej.: B/1856 z 1.10.2007
- kamienny krzyż pokutny, w lesie przy drodze do Międzylesia, z 1628, nr rej.: B/1833.[1]